# Alto Sermenza
Alto Sermenza är en kommun i provinsen Vercelli i regionen Piemonte, Italien. Kommunen hade 157 invånare (2018).
Kommunen bildades den 1 januari 2018 när kommunerna Rima San Giuseppe och Rimasco slogs samman.